# روجر الثالث دوق بوليا
روجر الثالث (1118 - 2 أو 12 مايو 1148) كان الدوق النورماني على بوليا من 1135. كان الابن الأكبر لروجر الثاني من صقلية وإلفيرا من قشتالة.